# 미모사

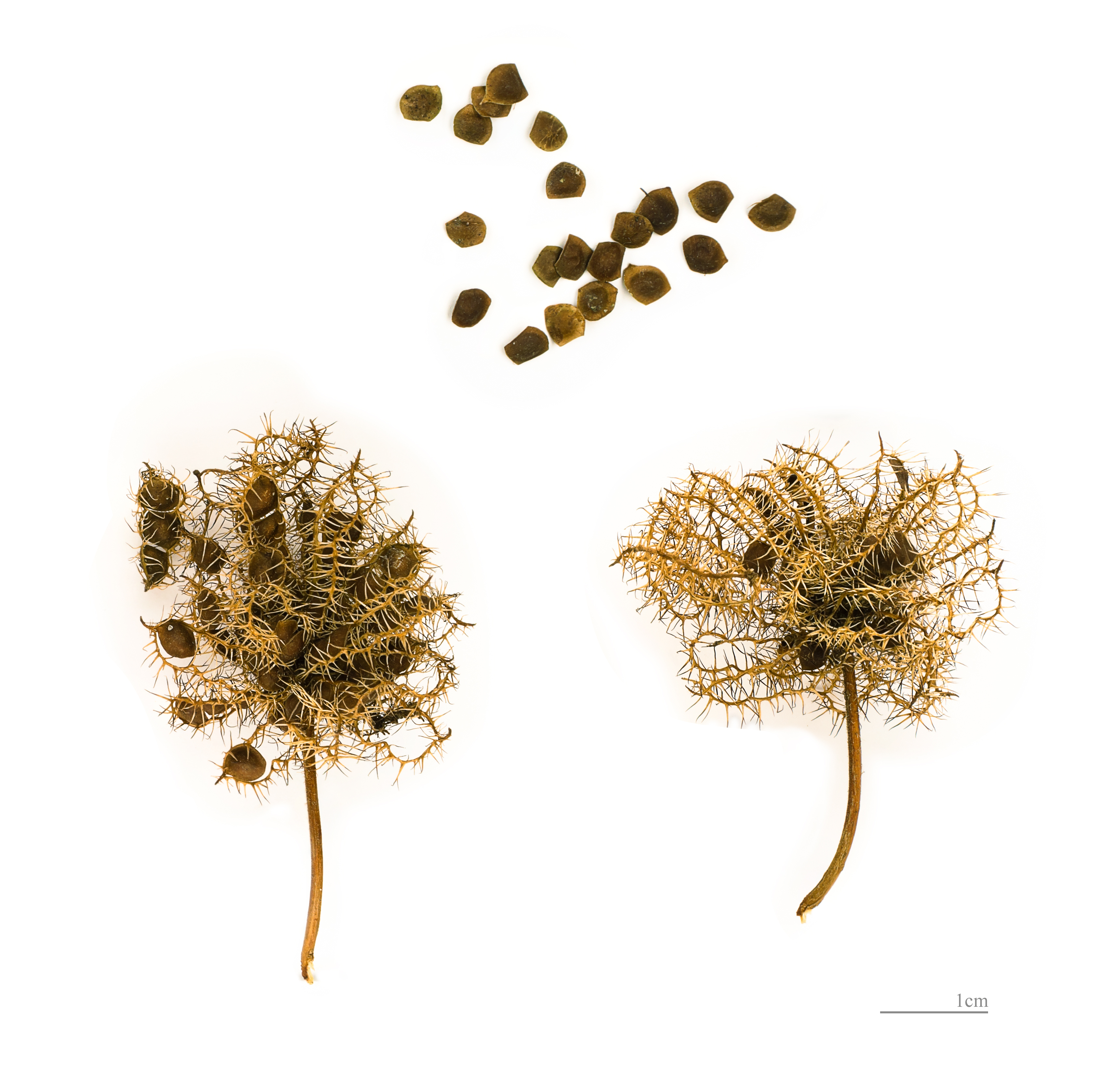
Mimosa pudica

미모사(sensitive plant, touch-me-not) 또는  함수초(含羞草)는 콩과의 풀이다. 한해살이풀로서 높이는 30–50 cm 가량이다. 줄기에 가시가 조금 있으며, 잎은 깃꼴 겹잎인데, 잎자루의 끝이 4갈래로 나뉘어 있고, 각 가지마다 가느다란 작은잎이 깃 모양으로 달려 있다. 여름철이 되면 잎겨드랑이에 엷은 홍색의 작은 꽃들이 밀집되어 피어난다. 3개의 씨가 들어 있는 꼬투리를 형성한다. 잎을 건드리면 곧 아래로 늘어지고 작은 잎도 서로 닫혀 합해지므로, 마치 부끄럼을 타는 것 같다고 하여 함수초라고도 한다.

## 같이 보기
- 파리지옥